# Kibawe
Kibawe è una municipalità di quarta classe delle Filippine, situata nella Provincia di Bukidnon, nella Regione del Mindanao Settentrionale.
Kibawe è formata da 23 baranggay:
- Balintawak
- Bukang Liwayway
- Cagawasan
- East Kibawe (Pob.)
- Gutapol
- Kiorao
- Kisawa
- Labuagon
- Magsaysay
- Marapangi
- Mascariñas
- Natulongan
- New Kidapawan
- Old Kibawe
- Palma
- Pinamula
- Romagooc
- Sampaguita
- Sanipon
- Spring
- Talahiron
- Tumaras
- West Kibawe (Pob.)